# جاك كوان
جاك كوان (6 يونيو 1927 بفانكوفر في كندا - 10 ديسمبر 2000) هو لاعب كرة قدم كندي في مركز الدفاع. لعب مع نادي دندي.

## وصلات خارجية
- جاك كوان على موقع قاعدة بيانات كرة القدم.إي يو (الإنجليزية)
- جاك كوان على موقع قاعة كولومبيا البريطانية للمشاهير الرياضية (الإنجليزية)